# Gouvernes
 Gouvernes  es una población y comuna francesa, en la región de Isla de Francia, departamento de Sena y Marne, en el distrito de Torcy y cantón de Lagny-sur-Marne.

## Demografía
| 551 | 529 | 692 | 764 | 934 | 1,024 | 1,069 |
| Para los censos de 1962 a 1999 la población legal corresponde a la población sin duplicidades (Fuente: INSEE [Consultar]) |     |     |     |     |       |       |